# 平鑑
平 鑑（へい かん、生没年不詳）は、中国の北魏から北斉にかけての官僚・軍人。字は明達。本貫は燕郡薊県。

## 経歴
北魏の安州刺史の平勝の子として生まれた。徐遵明に学問を受けたが、章句を覚えず、任侠を好んだ。北魏の孝昌末年、反乱が続発して華北は混乱した。平鑑は洛陽にあって、慕容儼と交友した。朝廷の腐敗と混乱に見切りをつけて、晋陽の爾朱栄のもとに逃れ、乱を静め民を安んじる策を述べた。爾朱栄の下で参軍に任ぜられ、鞏県・密県の平定にあたっては軍の先頭に立った。撫軍・襄州刺史に任じられた。普泰元年（531年）、高歓が信都で起兵すると、平鑑は高歓に帰順し、そのまま襄州刺史に任じられた。高澄が輔政にあたると、平鑑は西平県伯に封じられ、懐州刺史に任じられた。
ときに懐州の西に築城して西魏の侵攻を防ぐよう奏上し、提案が容れられた。まもなく西魏の侵攻があった。このとき新築の城は食糧や武器が集まらず、水も乏しかったため、人々は不安を抱いていた。城の南門にひとつの井戸があり、水を汲みつくして涸れてしまった。平鑑は衣冠を整えて井戸に拝礼してことほぐと、朝方から井戸に水があふれだし、城に水が行きわたるようになった。西魏軍が敗退すると、功績により平鑑の位は開府儀同三司に進み、揚州刺史に転じた。
河清2年（563年）、再び懐州刺史に任じられた。ときに和士開が皇帝におもねって北斉の朝廷を傾けるようになり、平鑑の愛妾の劉氏を求めてきたので、平鑑は劉氏を和士開のもとに送った。「それがしが劉氏を失うのは、死ぬのと変わらない苦痛です。自らの保身のためには、そうせざるをえないのです」と人に言った。このため斉州刺史に任じられた。平鑑は8州の刺史を歴任し、任所の官吏たちに慕われて、頌徳碑が立てられた。入朝して都官尚書となった。ほどなく死去し、司空の位を追贈された。諡は文といった。
子の平子敬が後を嗣ぎ、隋の開皇年間に晋州行参軍となったが、秦王楊俊により殺害された。

## 伝記資料
- 『北斉書』巻26 列伝第18
- 『北史』巻55 列伝第43